# Boz (władca Antów)
Boz (Booz, Boż; zm. 375) – władca Antów, wzmiankowany w Historii gockiej Jordanesa.
Opisując walki Ostrogotów pod wodzą Winitara w okresie ich pobytu nad Morzem Czarnym w II połowie IV wieku, Jordanes wspomniał o ich najeździe na ziemie Antów. W pierwszym starciu Ostrogoci mieli ponieść klęskę, jednak w wyniku drugiego najazdu Antowie zostali pokonani, a Winitar nakazał ukrzyżować „króla ich, imieniem Boz, wraz z synami i siedemdziesięcioma naczelnikami”.
Jeżeli prawdziwa jest informacja Jordanesa przedstawiająca Antów jako wschodni odłam Słowian, Boz byłby pierwszym znanym z imienia władcą słowiańskim. Henryk Łowmiański interpretował Antów jako wschodniosłowiański związek plemienny i lokalizował ich nad Rosią. Niemniej Lech Leciejewicz określił próby lokalizacji „państwa” Boza w okolicach Kijowa lub na Wołyniu jako jedynie hipotetyczne, wobec braków materiałów źródłowych. Zdaniem Stanisława Urbańczyka imię Boz może być spokrewnione ze słowami „boży” lub „bosy”, bądź też wywodzić się od słowa „wódz” i być tylko nazwą godności a nie imieniem. Antowie są najczęściej utożsamiani ze wschodnimi Słowianami, choć możliwe że początkowo nazwa ta odnosiła się do sarmackiej grupy rządzącej. 
W nauce rosyjskiej i ukraińskiej panuje przekonanie, że ślad imienia Boza zachował się w Słowie o wyprawie Igora: Се бо готскія красныя дѣвы .. поютъ время Бусово, лелѣютъ месть Шароканю.